# Église du Sacré-Cœur (Józsefváros)
Pour les articles homonymes, voir Église du Sacré-Cœur.
L'église du Sacré-Cœur (en hongrois : Jézus Szíve templom) est une église catholique romaine de Budapest, située dans le quartier de Palotanegyed. 